# Rhombopsammia squiresi
Rhombopsammia squiresi is een rifkoralensoort uit de familie van de Micrabaciidae. De wetenschappelijke naam van de soort is voor het eerst geldig gepubliceerd in 1986 door Owens.